# Hoplitis negevensis
Hoplitis negevensis  (лат.) — вид пчёл рода Hoplitis из семейства Megachilidae. Юго-западная Азия (Израиль). Клептопаразиты пчёл вида Hoplitis (Annosmia) christae и, возможно, других представителей подрода Annosmia. Длина тела 6 мм. Относится к подроду Bytinskia Mavromoustakis, включающему в Палеарктике 3 клептопаразитических вида.